# Hesborn Ochieng
Hesborn Ochieng (* 25. September 1992) ist ein kenianischer Leichtathlet, der sich auf den Sprint spezialisiert hat.

## Sportliche Laufbahn
Erste internationale Erfahrungen sammelte Hesborn Ochieng bei den World Athletics Relays 2021 im polnischen Chorzów, bei denen er in 1:24,26 min Zweiter in der 4-mal-200-Meter-Staffel hinter dem deutschen Team wurde. Im Jahr darauf schied er bei den Commonwealth Games in Birmingham mit 21,56 s im Halbfinale im 200-Meter-Lauf aus und verpasste mit der 4-mal-100-Meter-Staffel mit 38,92 s den Finaleinzug. 2024 schied er bei den Afrikaspielen in Accra mit 21,55 s im Halbfinale über 200 Meter aus und kam im 100-Meter-Lauf mit 10,63 s nicht über die Vorrunde hinaus. Zudem belegte er mit der Staffel in 39,96 s den achten Platz.

## Persönliche Bestzeiten
- 100 Meter: 10,22 s (0,0 m/s), 6. März 2024 in Nairobi
- 200 Meter: 21,18 s (−0,1 m/s), 27. April 2022 in Nairobi